# Balata

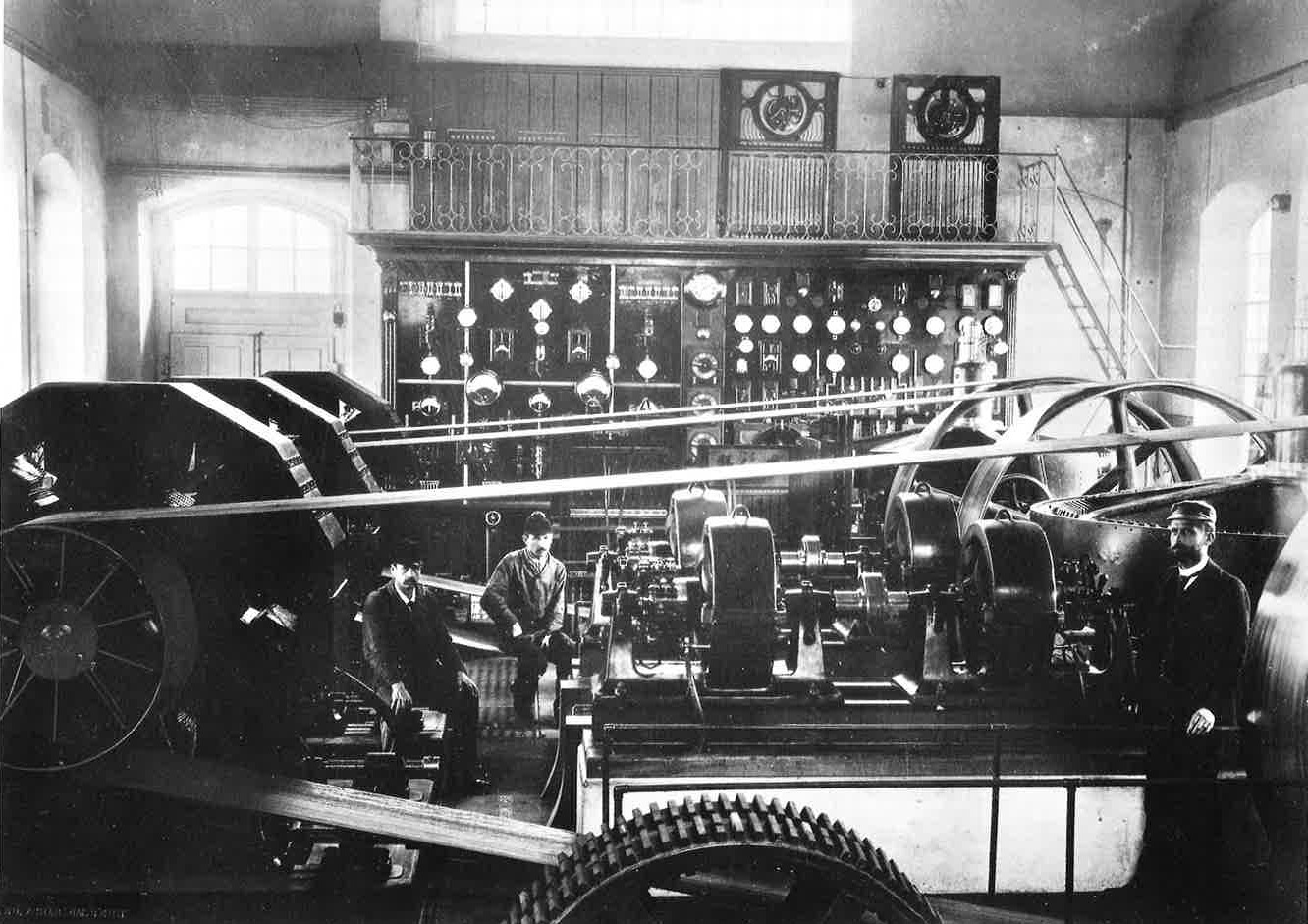
Balata-Treibriemen in einem Kraftwerk um 1890

Balata ist ein natürlicher, harter, hornartiger, in der Wärme plastischer, gummiartiger Stoff. Man gewinnt den guttaperchaartigen Stoff, indem man den Milchsaft des südamerikanischen Balatabaumes eintrocknet. Im Gegensatz zum Naturkautschuk hat der Trockensaft einen hohen Harzgehalt von ca. 40 % und enthält etwa 45 % Gummi. Das Harz wird für verschiedene Anwendungen auch teilweise oder ganz entfernt. Balata ist ebenso wie Kautschuk vulkanisierbar. 
Der gummige Anteil der Balata besteht aus trans-Polyisoprenen (Polyterpen), im Gegensatz zu den cis-Isomeren des Naturkautschuks, also ein geometrisch anders aufgebautes, ansonsten identisches Molekül. 
Ähnliche Produkte sind Guttapercha und Chicle, die vom Milchsaft anderer Pflanzenarten stammen. Bei diesen sind die Polyisoprene des gummigen Anteils trans- oder gemischt-konfiguriert. Auch der Guayule-Kautschuk von der Guayule (Parthenium argentatum) wird noch in größerem Umfang genutzt, hier sind die Polyisoprene cis-konfiguriert.
Rohe Balata hat, ähnlich wie Guttapercha, die Form lederartiger, elastischer Platten, außen bräunlich und innen grau-weiß. Sie wird bei ca. 50 °C weich und plastisch und schmilzt bei etwa 150 °C. Sie ist an der Luft besser haltbar als Guttapercha, da sie nicht so schnell oxidiert.
Vulkanisierte Balata wurde früher häufig zur Herstellung von Golfbällen verwendet; heute werden dafür meist Ionomere benutzt. Sie dient als billiger Ersatz für Guttapercha sowie zur Herstellung von Treibriemen und Schuhsohlen usw.